# Ceraunomanzia
La ceraunomanzia (dal greco κεραυνός, "fulmine"), detta anche ceraunoscopia (dal greco κεραυνοσκοπία, composto di κεραυνός e del tema di σκοπέω, "osservare"), è la forma di divinazione mediante l'osservazione dei fenomeni che accompagnano la caduta dei fulmini.